# Юридически факултет (Софийски университет)
Вижте пояснителната страница за други значения на Юридически факултет.
Юридическият факултет на Софийския университет е основан през 1892 г., за да отговори на растящите нужди на младата българска държава от юристи. Декан на факултета е проф. д-р Даниел Вълчев, избран на 9 април 2019 г. от Общото събрание на Факултета.

## История
Първата програма на факултета е одобрена на 24 август 1892 г. Асоциирани лектори са Христо Стоянов – по гражданско право, Васил Маринов – по наказателно право, Петър Данчов – по римско право, Георги Сгурев – по наказателно право, Васил Балджиев – по история на българското право, Марко Балабанов – по римско-византийско право.
През 1902 г. Академичният съвет взема решение за основаването на следните 11 катедри по следните дисциплини: римско право, история на българското и славянското право, държавно и административно право, политическа икономия, наказателно право и наказателен процес, международно публично и международно частно право, философия и енциклопедическо право, гражданско право, търговско право и граждански процес, финансови науки и статистика. Водени са също така курсове по каноническо право, военно право, съдебна медицина и др.
След интегрирането на Софийския университет и Българската академия на науките са създадени пет сектора във факултета:
1. „Теория и история на държавата и правото“;
2. „Административно и държавно право“;
3. „Международно право и международни отношения“;
4. „Гражданско право“;
5. „Наказателно право“.

През 1993 г. е взето решение от Академичния съвет на университета за въвеждане на специалност „Международни отношения“ от учебната 1993/1994 г.
Към 2019 г. факултетът разполага със седем катедри:
1. „Теория и история на държавата и правото“;
2. „Административноправни науки“;
3. „Трудово и осигурително право“;
4. „Гражданскоправни науки“;
5. „Наказателноправни науки“;
6. „Конституционноправни науки“;
7. „Международно право и международни отношения“.

От новата 2019/2020 академична година функционира и напълно нов уебсайт на факултета, като са добавени много нови функционалности, възможност за излъчване на лекции на живо, подробна информация за първокурсниците и останалите студенти и много други.

### Декани на юридическия факултет[3]
Административната длъжност „декан“ е създадена през 1896 г.
- доц. Марко Балабанов – 1896-1897
- доц. Антон Каблешков - 1897-1898
- проф. Бончо Боев - 1898-1899
- доц. Петър Данчов - 1899-1900
- проф. Стефан Киров - 1900-1901
- проф. Бончо Боев - 1901-1902
- проф. Георги Данаилов 1902-1903
- проф. Йосиф Фаденхехт - 1903-1904
- проф. Михаил Поповилиев - 1904-1905
- проф. Владимир Моллов – 1905-1906
- проф. Георги Данаилов - 1906-1907
- проф. Михаил Поповилиев - 1907-1908
- проф. Михаил Поповилиев - 1908-1909
- проф. Стефан Киров - 1909-1910
- проф. Михаил Поповилиев - 1910-1911
- проф. Стефан Киров – 1911-1912
- проф. Михаил Поповилиев - 1912-1913
- проф. Михаил Поповилиев – 1913-1914
- проф. Венелин Ганев - 1914-1915
- проф. Петко Стоянов - 1915-1916
- проф. Венелин Ганев -1916-1917
- проф. Венелин Ганев -1917-1918
- проф. Тодор Кулев - 1918-1919
- проф. Димитър Мишайков - 1919-1920
- проф. Тодор Кулев - 1920-1921
- проф. Димитър Мишайков -1921-1922
- проф. Тодор Кулев – 1922-1923
- проф. Георги Генов – 1923-1924
- проф. Георги Генов - 1924-1925
- проф. Стефан Киров - 1925-1926
- проф. Стефан Баламезов - 1926-1927
- проф. Любен Диков - 1927-1928
- проф. Любен Диков - 1928-1929
- проф. Георги Генов - 1929-1930
- проф. Никола Долапчиев - 1930-1931
- проф. Никола Саранов - 1931-1932
- проф. Димитър Силяновски - 1932-1933
- проф. Любомир Владикин - 1933-1934
- проф. Никола Жабински - 1934-1935
- проф. Петко Стоянов -1935-1936
- проф. Димитър Силяновски - 1936-1937
- проф. Любомир Владикин - 1937-1938
- проф. Славчо Загоров - 1938-1939
- проф. Христо Тодоров – 1939-1940
- проф. Петко Венедиков - 1940-1941
- проф. Константин Бобчев – 1941-1942
- проф. Иван Апостолов - 1942-1943
- проф. Петко Венедиков - 1943-1944
- проф. Петко Венедиков -1944-1945
- проф. Никола Саранов – 1945
- проф. Любен Василев – 1945-1946
- проф. Любен Василев – 1946-1947
- проф. Цеко Торбов - 1947-1948
- проф. Любомир Радоилски - 1948-1952
- проф. Борис Спасов - 1952-1955
- проф. Слава Митовска - 1955-1957
- проф. Борис Спасов – 1957-1958
- проф. Нисим Меворах - 1958-1962
- проф. Витали Таджер - 1962-1964
- проф. Борис Спасов - 1964-1966
- проф. Георги Костадинов - 1966-1970
- проф. Стефан Павлов - 1970-1973
- проф. Костадин Лютов - 1973-1977
- проф. Янко Векилов - 1977-1979
- проф. Георги Бойчев - 1979-1983
- проф. Живко Миланов - 1983-1989
- проф. Евгени Танчев - 1989-1991
- проф. Георги Петканов - 1991-1995
- проф. Дончо Хрусанов - 1995-1999
- проф. Дончо Хрусанов - 1999-2003
- проф. Димитър Токушев - 2003-2006
- проф. Тенчо Колев Дундов - 2006-2007
- проф. Тенчо Колев Дундов - 2007-2011
- проф. Сашо Пенов - 2011-2015
- проф. Сашо Пенов - 2015-2019
- проф. Даниел Вълчев – 2019-